# 菁田邨
菁田邨（英語：Ching Tin Estate）是香港房屋委員會轄下一個局部完工的公共屋邨，位於屯門區西北部第54區欣寶路10號，鄰近青山醫院、私人住宅NOVO LAND、公屋和田邨、寶田邨及欣田邨，當中第一期由房屋署總建築師（1）負責總體設計，細部分判予何顯毅建築工程師樓地產發展顧問有限公司設計，中國建築承建，已於2022年8月18日開始分階段入伙。

## 歷史
菁田邨位於屯門第54區，前身為小坑村和青山醫院之間、1950年代初成立的政府青山試驗農場，2000年代初土地被平整用作貨櫃場之用。
直至1990年代末，政府決定開發該區域，以提供更多房屋供應，並就此進行環境影響評估。按照當時的藍圖，菁田邨位置最初擬建一個由12座1999年版本新十字型大廈組成的居屋屋苑。雖然有關環境許可證已於2001年批出，然而由於孫九招的緣故，54區的基建工程一直擱置，直至2011年才分批動工。
在2015年，此邨第一期連同鄰近的和田邨用地正式開始平整工程，並於2017年交付房委會興建公屋。在興建前夕，因應政府增加房屋供應的政策，菁田邨的地積比獲准提升，而第一及二期可建單位數目，亦相應增加至約5,200伙及約1,000伙。
按照最新的建屋計劃，菁田邨一期預計將於2022年1月落成。此前，菁善樓其中71伙已經劃入2020-21年度公務員公屋配額，將優先編配予基層公務員。至於暫未動工、位於菁喜樓東北面的菁田邨第二期，預計將於2024/25財政年度落成。
2022年初，香港爆發2019冠狀病毒病第五波疫情，政府曾計劃徵用本邨及和田邨部分大廈作檢疫隔離設施，唯最終兩邨均沒有採用。
至2022年3月，房委會公佈菁田邨二期將由兩座樓宇組成，並將於同年12月以「設計及建造」方式，連同鄰近另一個擬建居屋項目進行招標。
最終該邨第2-5座於2022年6月13日起開始進行預派。

## 屋邨資料

### 樓宇
菁田邨共分為兩期興建，全部完工後將設有7座樓宇。當中，第一期樓宇命名已隨屋邨名稱，於2021年3月一併公佈。
| 樓宇名稱（座號）    | 樓宇類型                    | 落成年份   | 樓宇層數 （住宅層數） | 每層伙數                                 | 每座單位總數（伙） | 建築師                                                       | 承建商   | 提供升降機的廠商 | 期數 |
| ------------------- | --------------------------- | ---------- | --------------------- | ---------------------------------------- | ------------------ | ------------------------------------------------------------ | -------- | ---------------- | ---- |
| 菁信樓（第1座）     | 非標準設計大廈 （Y型）      | 2022年10月 | 40（2-40樓）          | 2-18樓及20-40：22 19樓：21               | 857                | 房屋署總建築師（1）、 何顯毅建築工程師樓地產發展顧問有限公司 | 中國建築 | 通力             | 1    |
| 菁心樓（第2座）     | 非標準設計大廈 （其他類型） | 2022年8月  | 40（1-40樓）          | 1樓：14 2-18樓及20-40樓：24 19樓：23     | 949                | 房屋署總建築師（1）、 何顯毅建築工程師樓地產發展顧問有限公司 | 中國建築 | 通力             | 1    |
| 菁樂樓（第3座）     | 非標準設計大廈 （Y型）      | 2022年8月  | 38（1-38樓）          | 1-18樓及20-34樓：22 19樓：21 35-38樓：18 | 819                | 房屋署總建築師（1）、 何顯毅建築工程師樓地產發展顧問有限公司 | 中國建築 | 通力             | 1    |
| 菁喜樓（第4座）     | 非標準設計大廈 （X型）      | 2022年8月  | 40（1-40樓）          | 1-18樓及20-40樓：32 19樓：31             | 1,279              | 房屋署總建築師（1）、 何顯毅建築工程師樓地產發展顧問有限公司 | 中國建築 | 通力             | 1    |
| 菁善樓（第5座）     | 非標準設計大廈 （X型）      | 2022年8月  | 40（1-40樓）          | 1-18樓及20-40樓：32 19樓：31             | 1,279              | 房屋署總建築師（1）、 何顯毅建築工程師樓地產發展顧問有限公司 | 中國建築 | 通力             | 1    |
| 未命名樓宇（第6座） | 非標準設計大廈 （Y型）      | 2028年     | 46（4-46樓）          | （未定）                                 | （未定）           | （未定）                                                     | 有利建築 | 三菱             | 2    |
| 未命名樓宇（第7座） | 非標準設計大廈 （Y型）      | 2028年     | 40（4-40樓）          | （未定）                                 | （未定）           | （未定）                                                     | 有利建築 | 三菱             | 2    |

### 配套設施
除了休憩花園及遊樂場外，菁信樓及菁善樓最低兩層將設有商場（名為菁田商場），並附設特殊幼兒中心、早期教育及訓練中心。此外，菁喜樓地下將設立一所幼稚園，為保良局廖烈正幼稚園之重置校舍。而此屋邨的管理處，將設於菁樂樓地下。

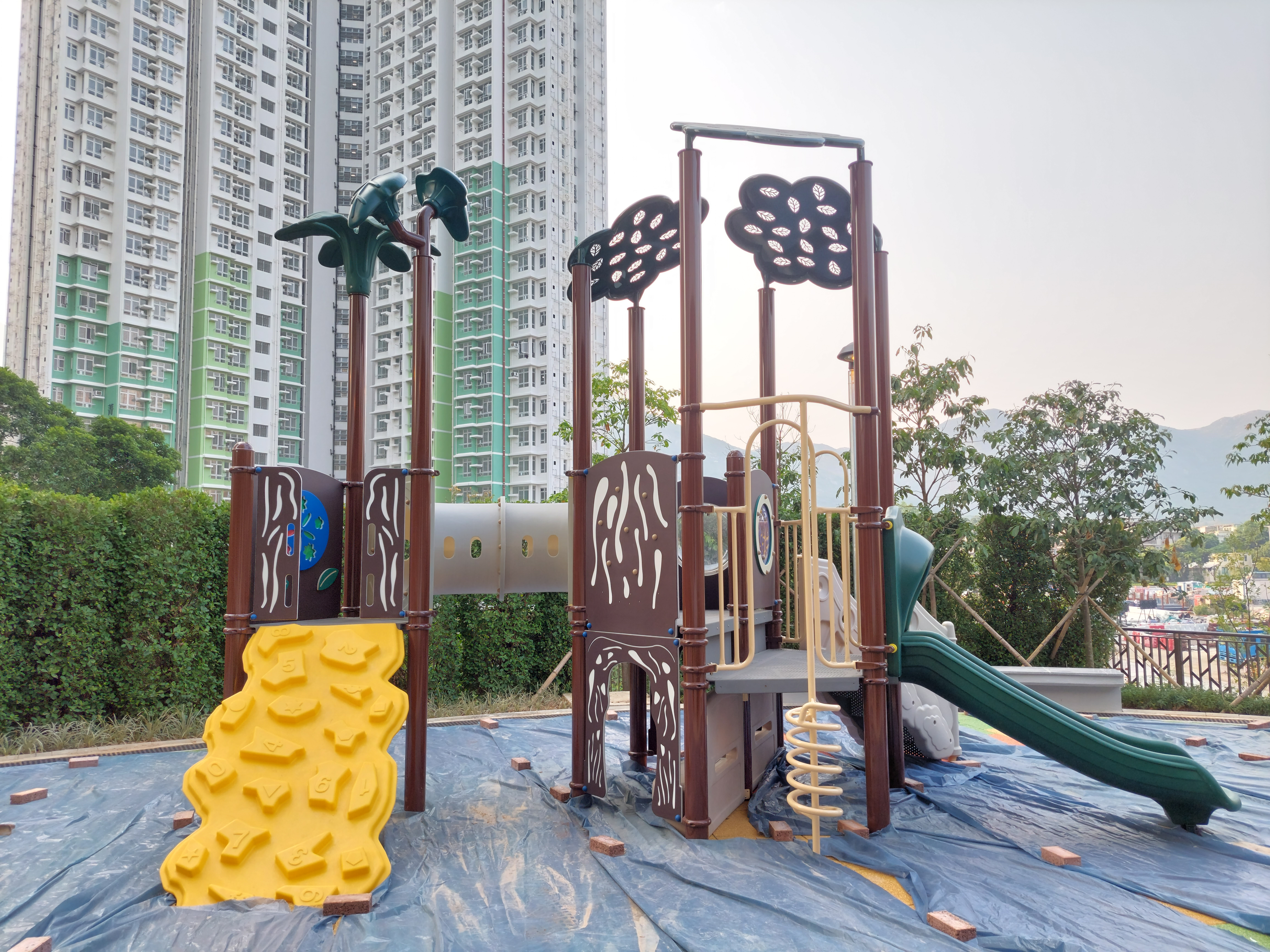
尚未開放的遊樂場（2022年9月）
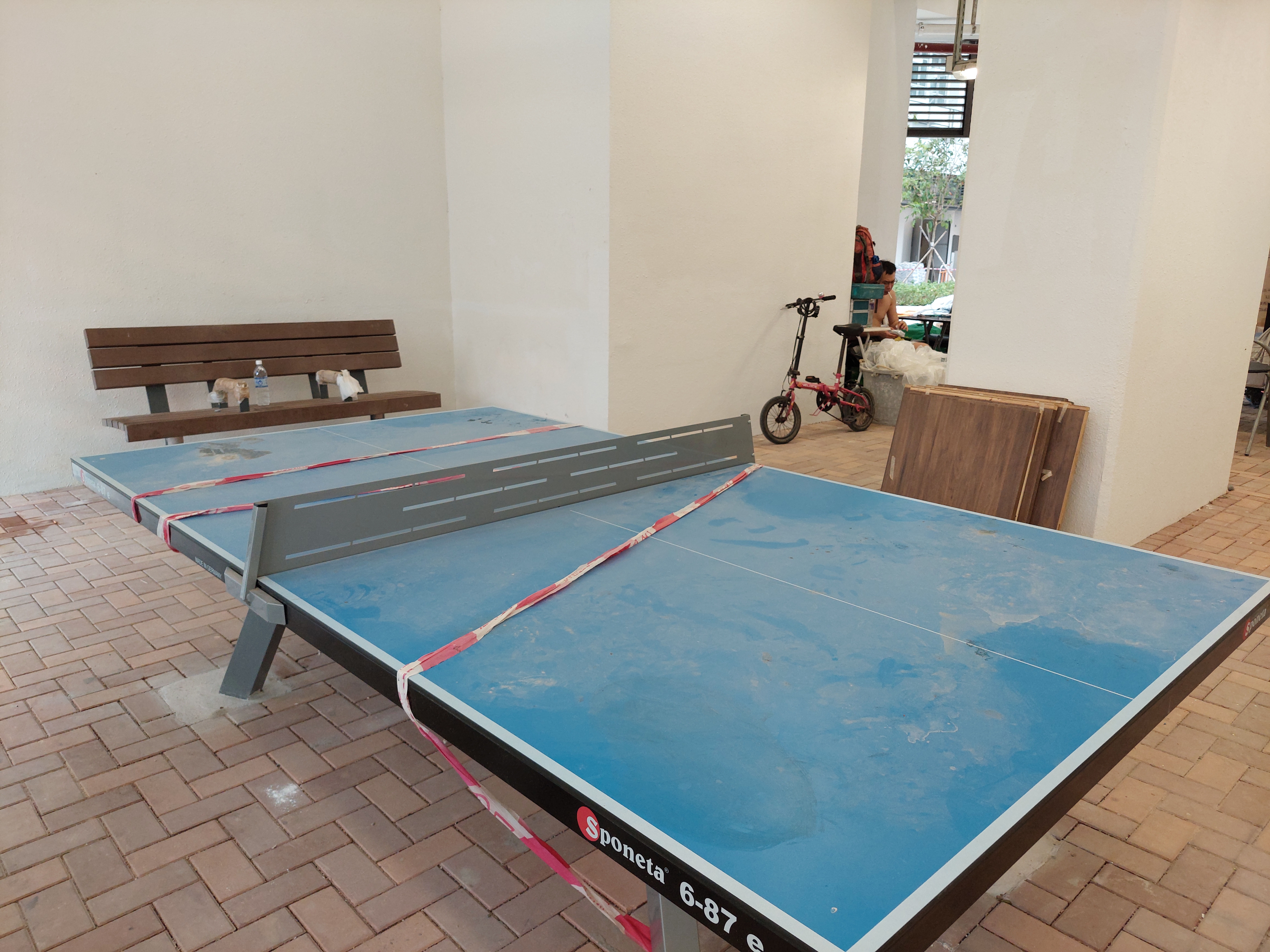
菁喜樓地下的乒乓球檯
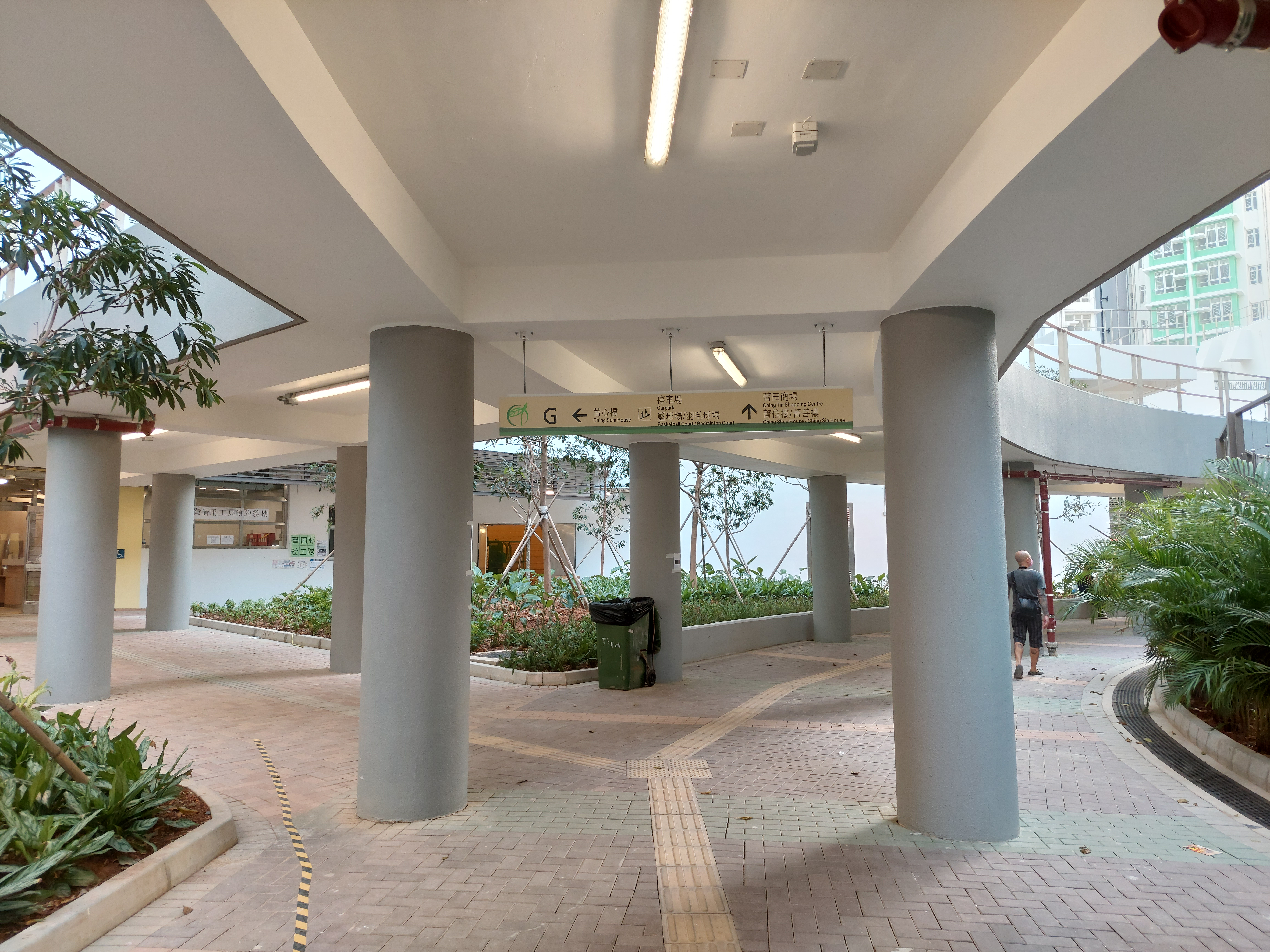
有蓋行人通道
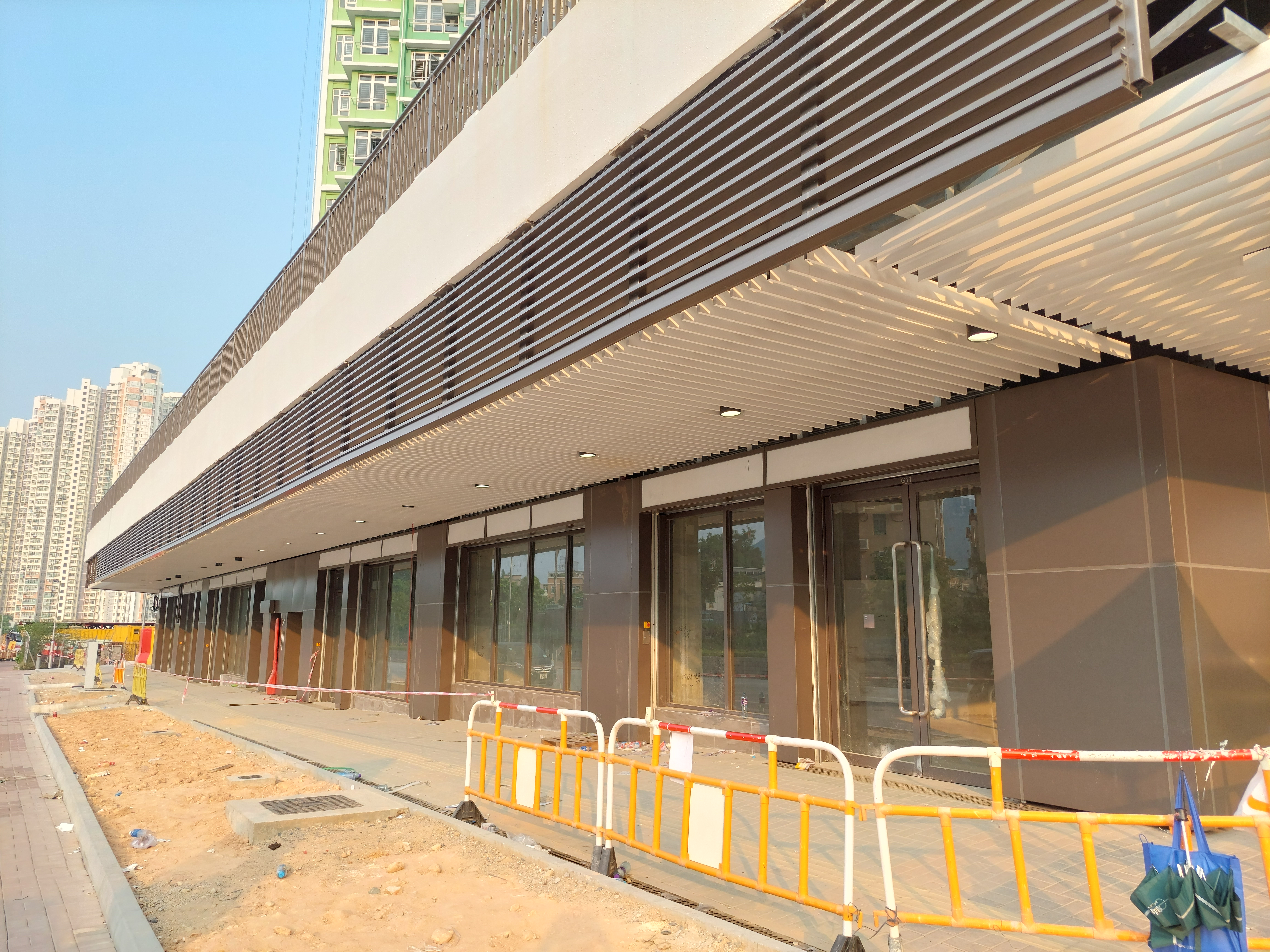
朝向欣寶路一側的商舖
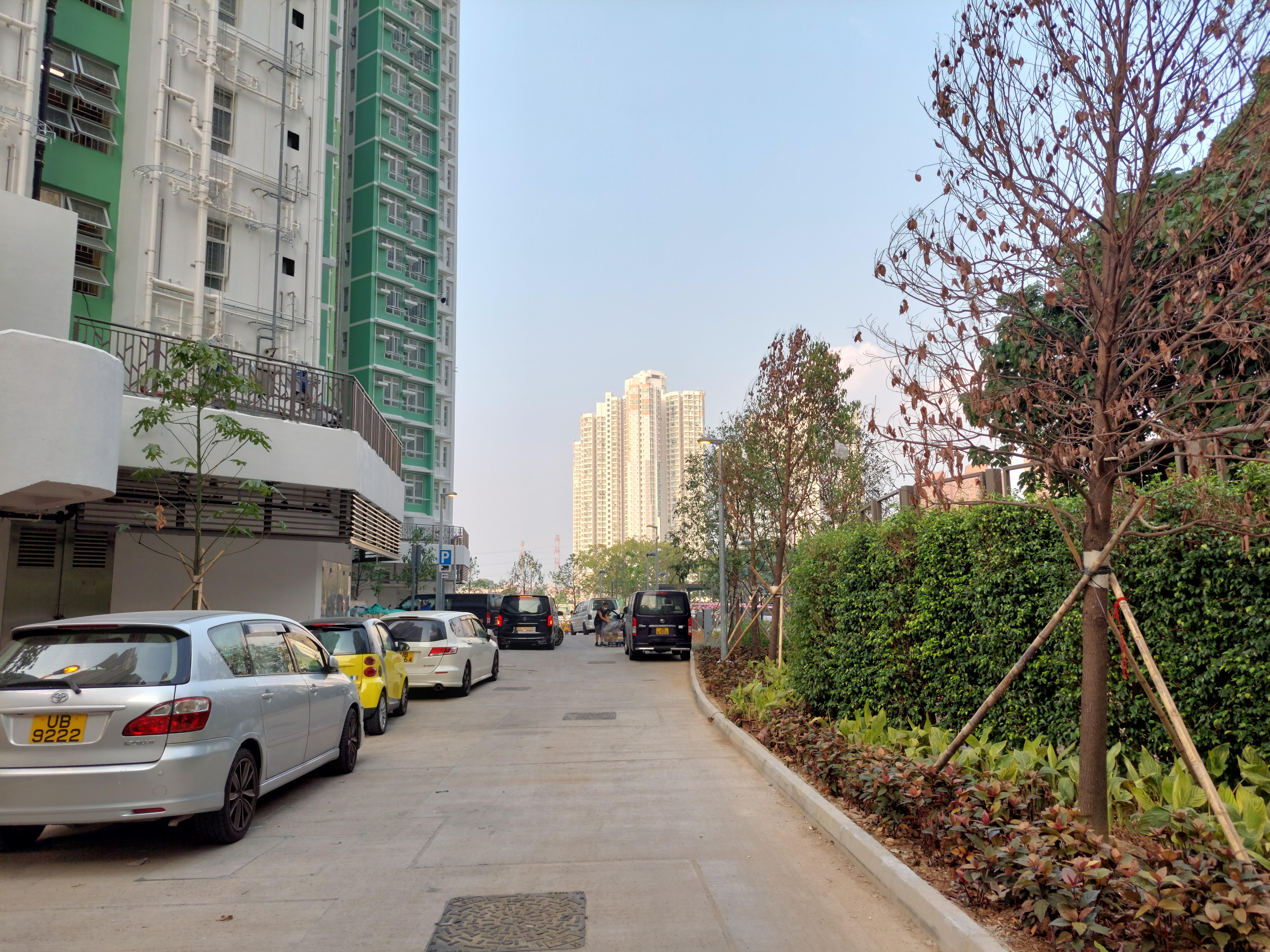
邨路及綠化區域
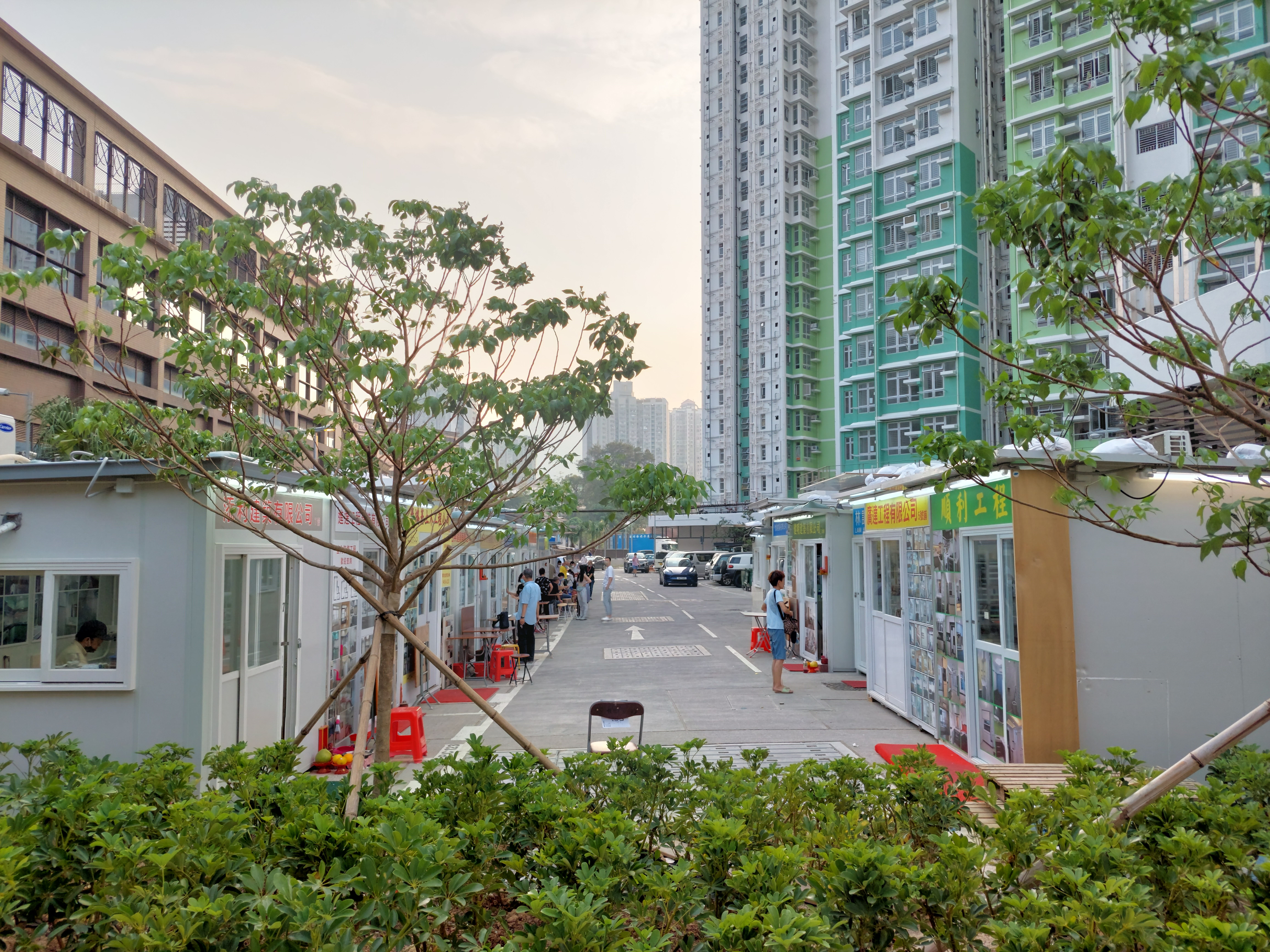
入伙初期的臨時承辦商攤檔

## 所屬選區
菁田邨目前隸屬於屯門區議會的屯門北選區，由新民黨黨員蘇嘉雯與民建聯成員賴嘉汶出任該區區議員。而在立法會地區直選中，則屬於新界西北（LC8）選區。

### 區議會議席分佈
| 範圍／年度 | 2020-2023 | 2024-2027  |
| ---------- | --------- | ---------- |
| 菁田邨     | 寶田選區  | 屯門北選區 |

## 興建期間的圖片庫

### 第一期

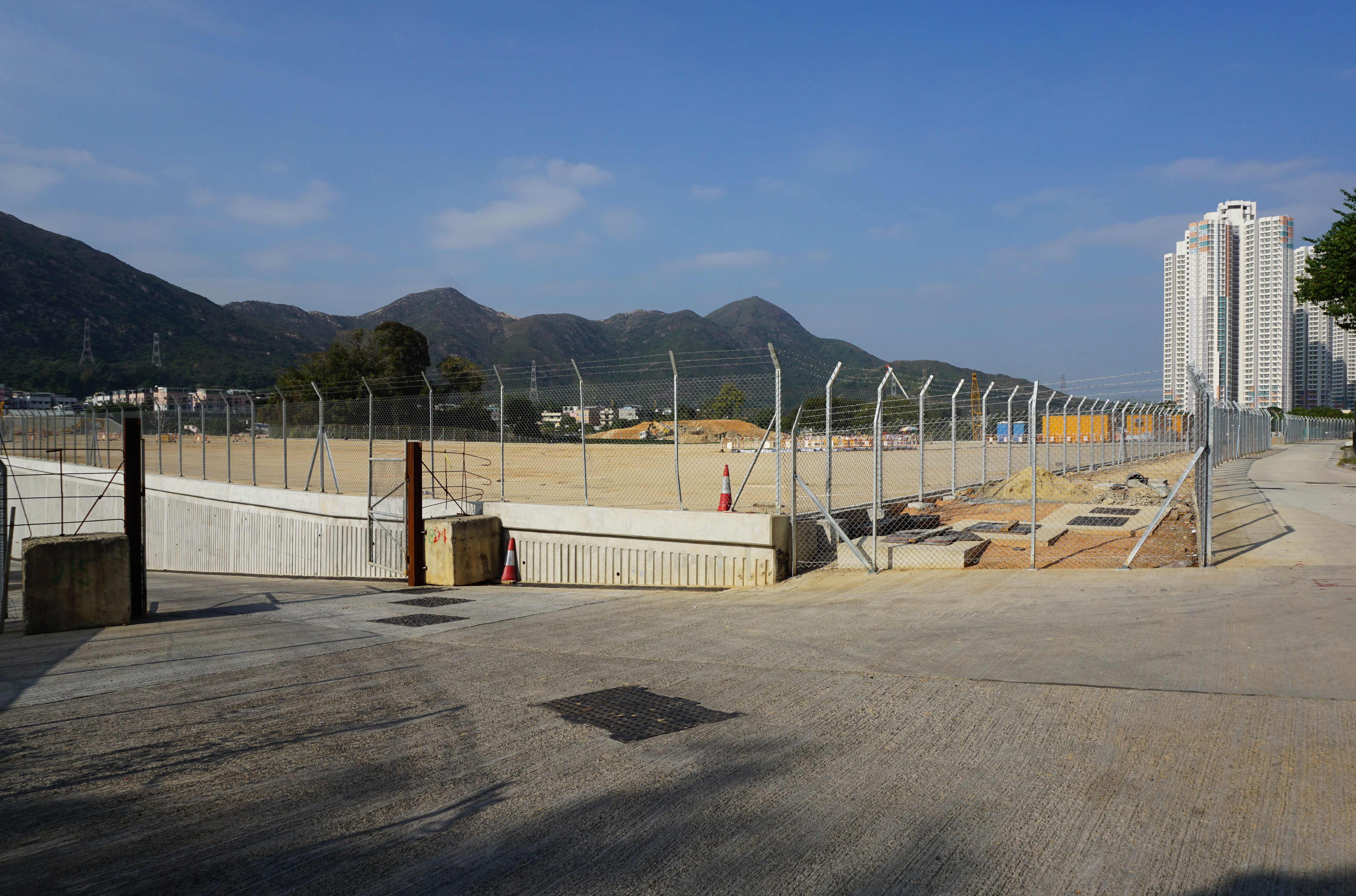
剛完成平整工程，2018年1月
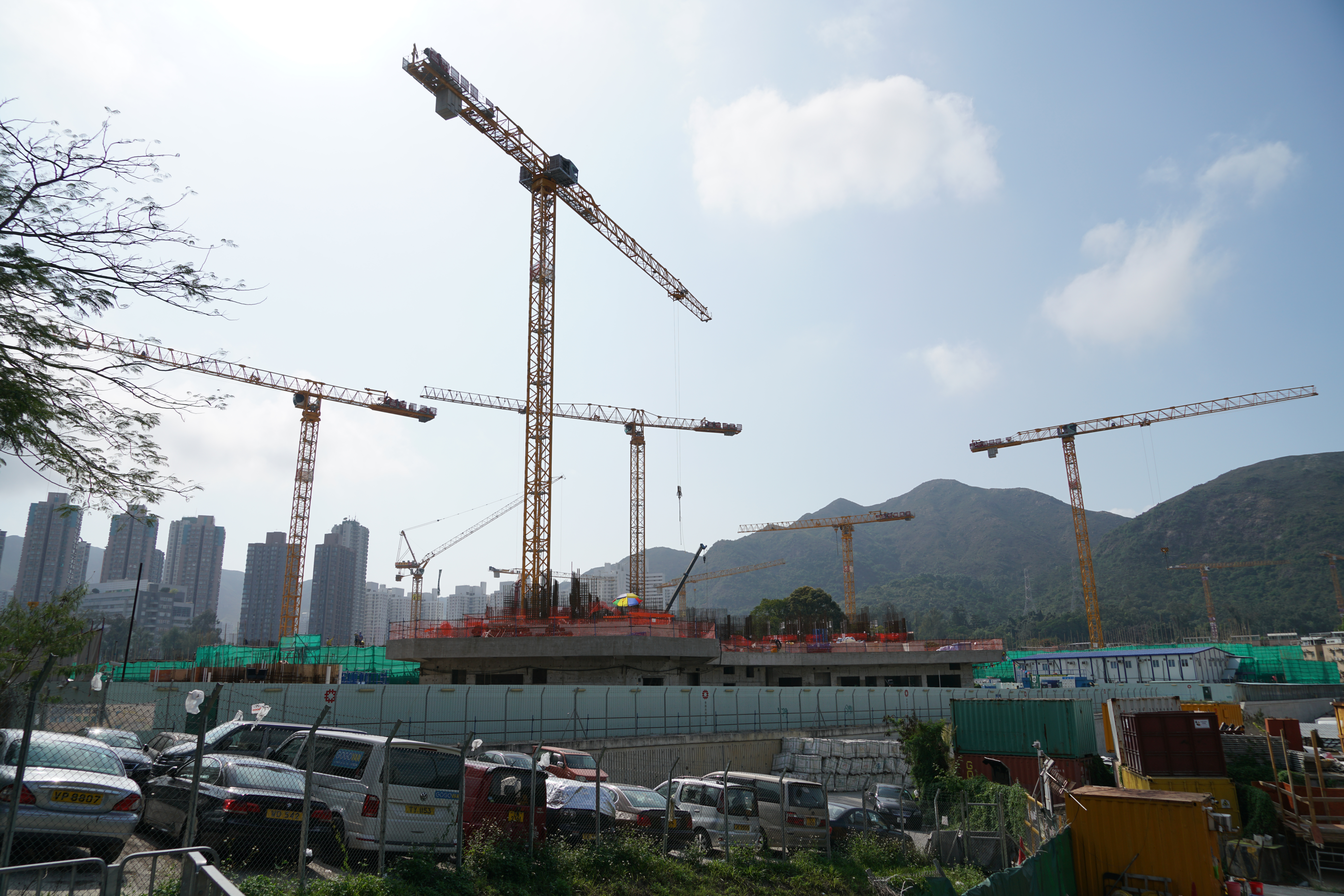
開始興建首層，2020年3月
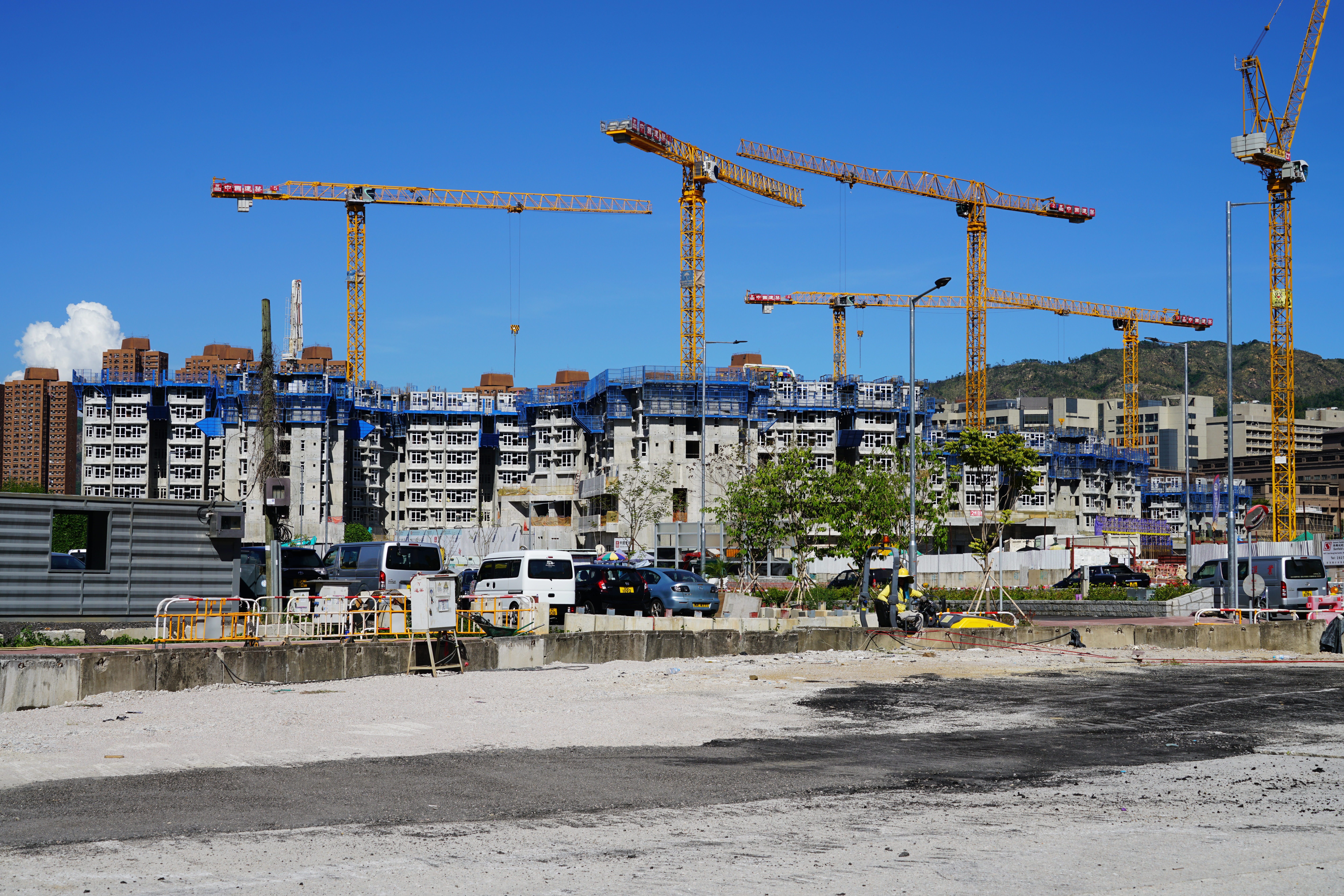
興建中，2020年7月
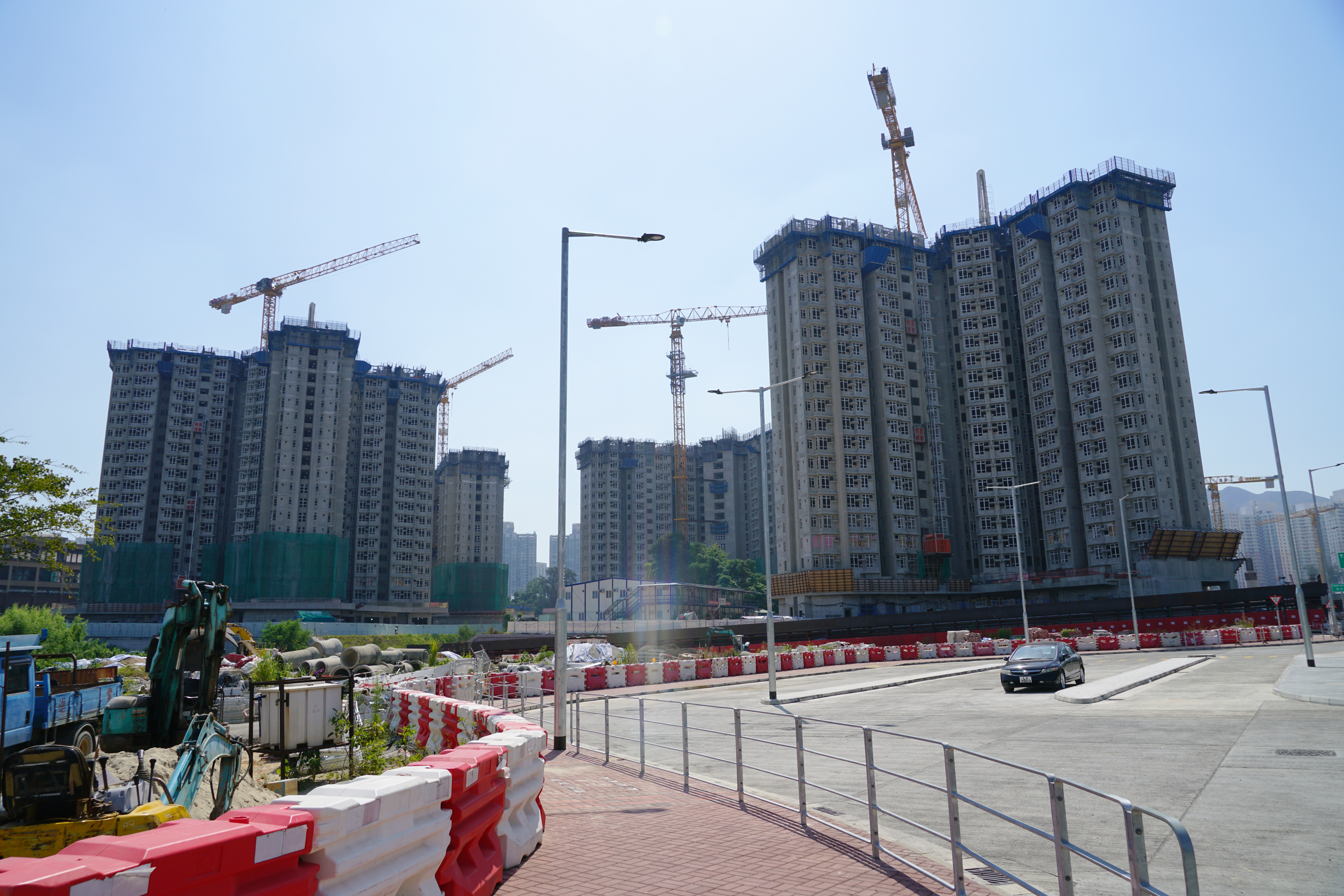
興建中之菁田邨，2020年10月
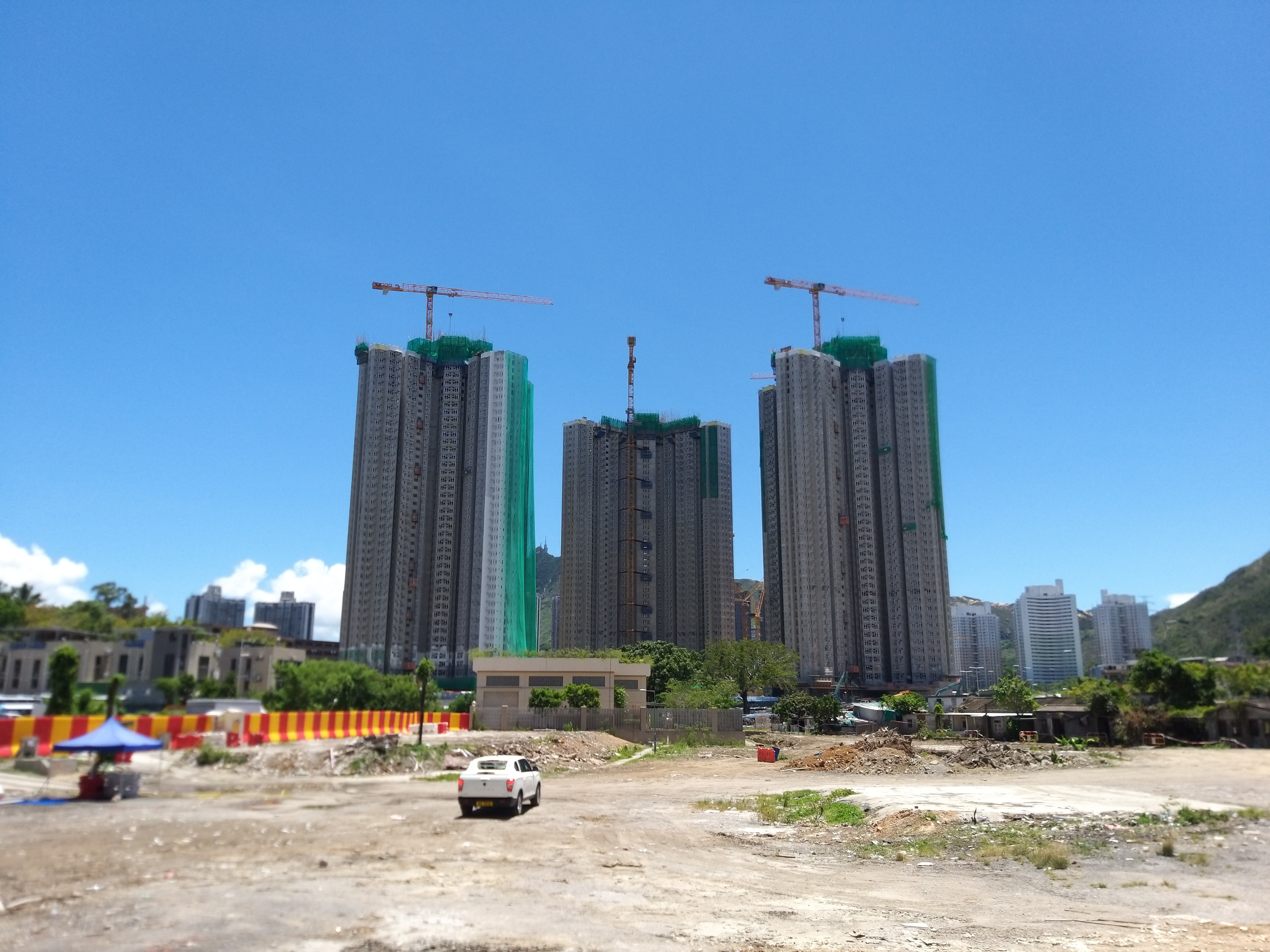
正在封頂，2021年7月
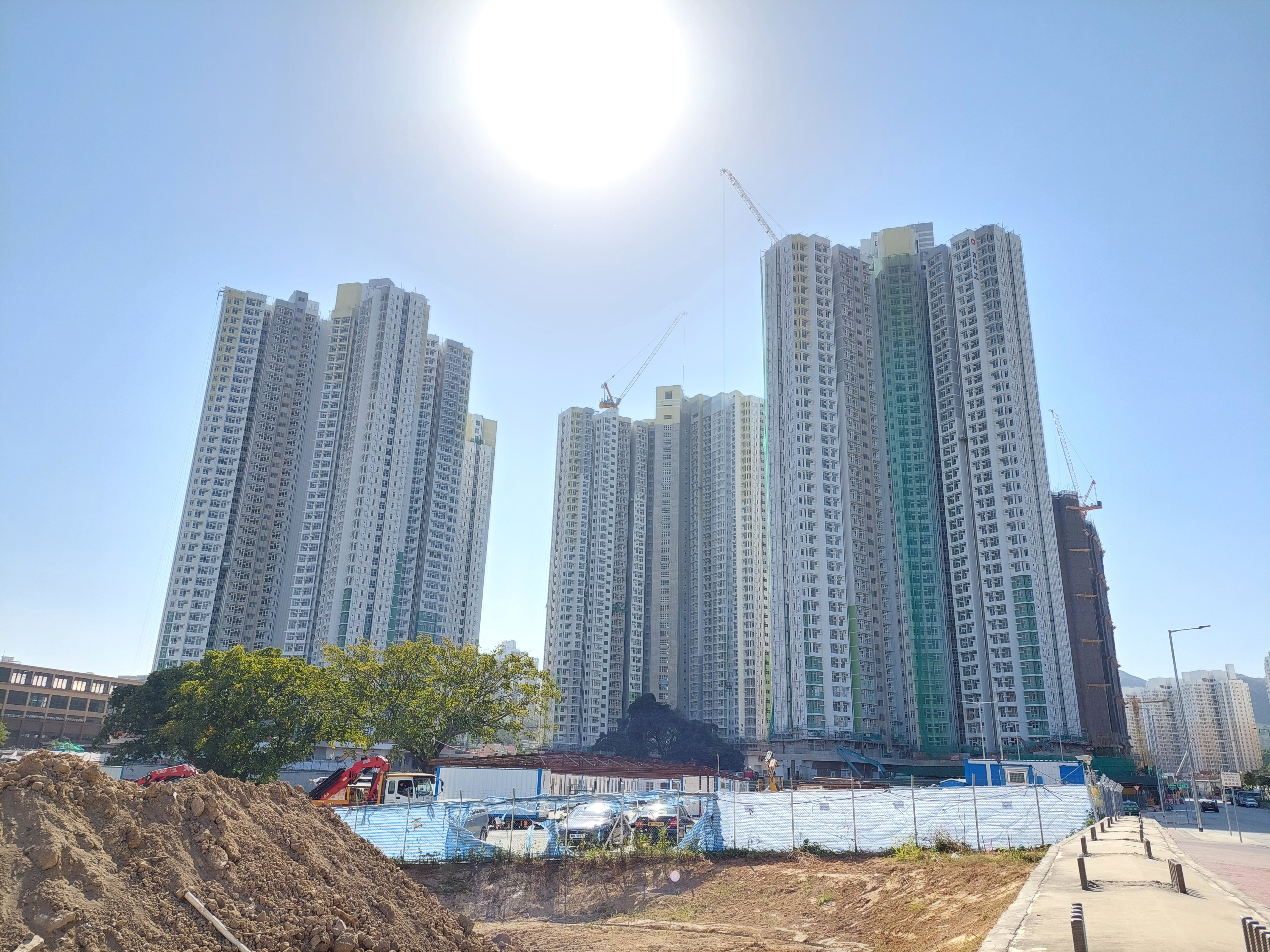
2021年12月
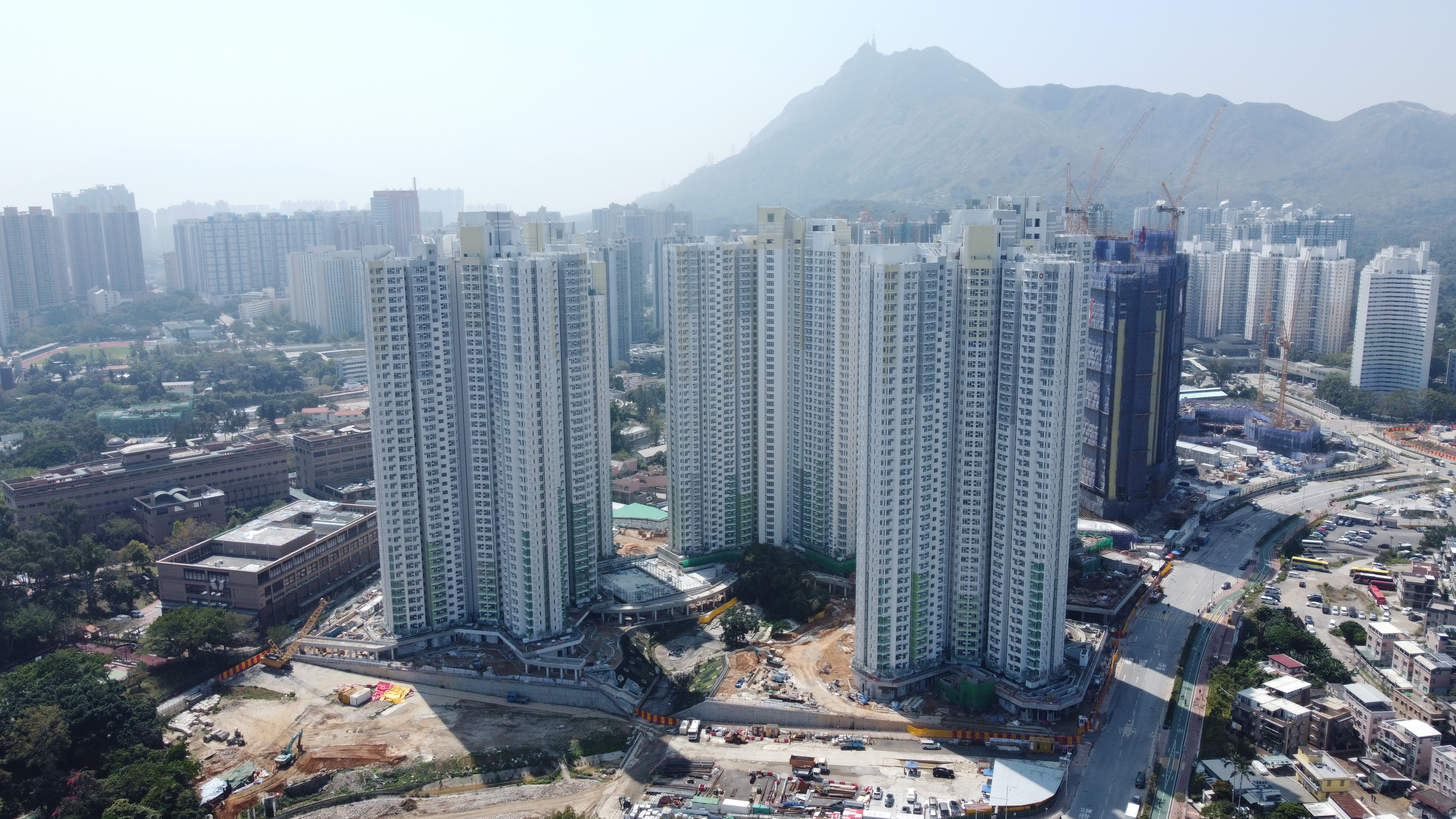
2022年2月

### 第二期

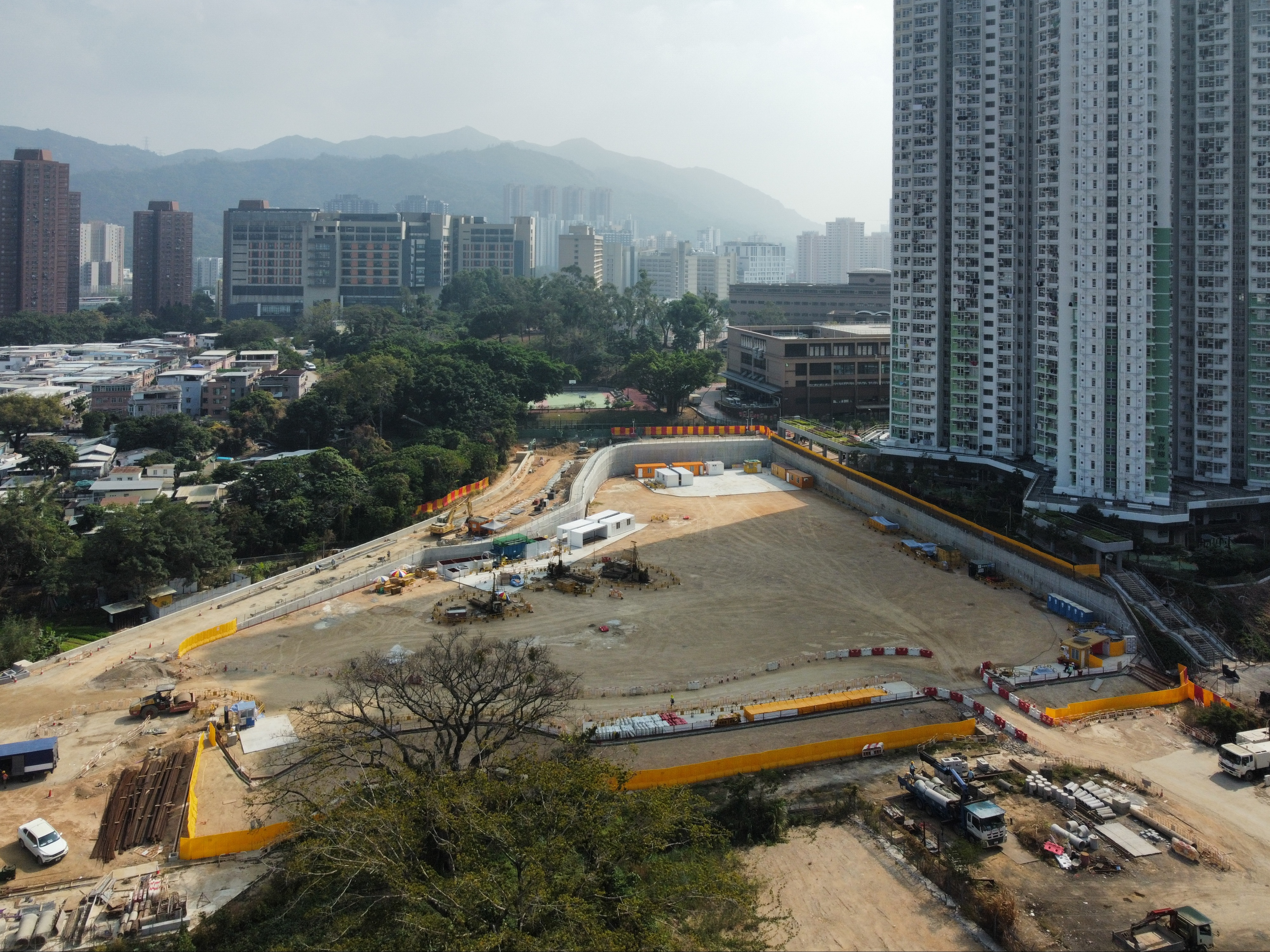
進行前期鑽勘，2024年1月
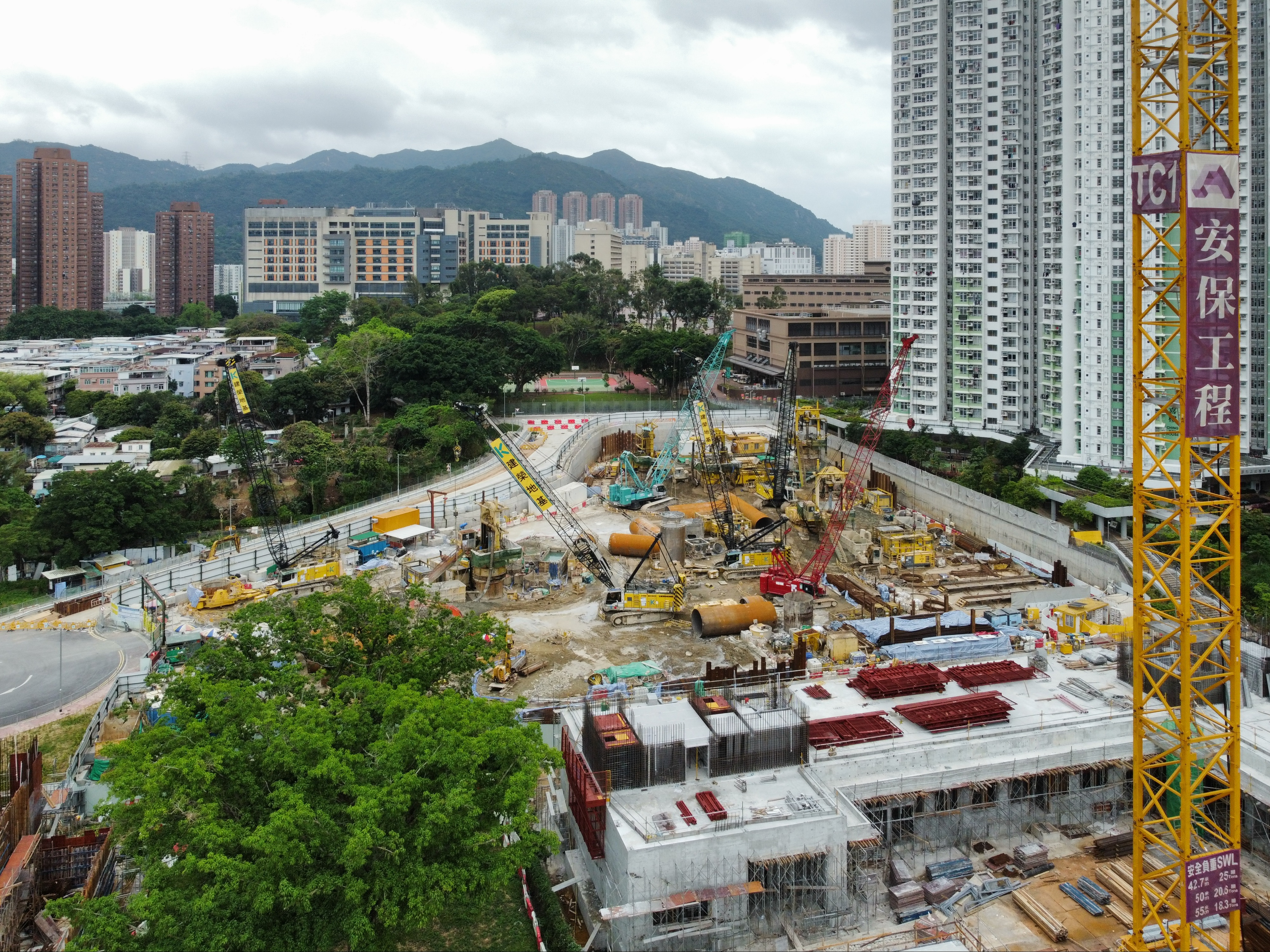
地基工程進行中，2025年4月

## 知名住客
- 「何太」：居於菁信樓的她因與「何伯」原配子女爭奪450萬存款被無綫節目《東張西望》報道，成為城中熱話[16]。

## 鄰近地方
- 欣田邨
- 和田邨
- NOVO LAND
- 寶田邨
- 麒麟圍
- 紫田村
- 子田圍
- 寶塘下村
- 小坑村
- 礦山村
- 青山醫院

## 外部連結
- 土木工程拓展署-屯門54區總平面圖 - 工程階段 （页面存档备份，存于）
- 屯門打造公營屋集中地 （页面存档备份，存于）
- 屯門五幅地建公營房屋　提供1萬單位　料2023至26年分階段落成 （页面存档备份，存于）